# ماساهیکو اینوها
ماساهیکو ینوها (به انگلیسی: Masahiko Inoha) بازیکن فوتبال اهل ژاپن و عضو تیم ملی فوتبال ژاپن است که در تاریخ ۱۷ ژانویه ۲۰۱۱ میلادی اولین بازی ملی‌اش را انجام داد. او در ۱۶ بازی ملی حضور داشت و آخرین بازی ملی خود را در تاریخ ۱۱ سپتامبر ۲۰۱۲ میلادی انجام داد. ماساهیکو ینوها در بازی‌های ملی‌اش
۱ گل به ثمر رساند.